# K'anak'erravan
K'anak'erravan (armeniska: K’anak’erravan) är en ort i Armenien.   Den ligger i provinsen Jerevan, i den centrala delen av landet, 8 kilometer norr om huvudstaden Jerevan. K'anak'erravan ligger 1 252 meter över havet och antalet invånare är 2 950.
Terrängen runt K'anak'erravan är kuperad åt sydost, men åt nordväst är den platt. Runt K'anak'erravan är det mycket tätbefolkat, med 5 021 invånare per kvadratkilometer.. Närmaste större samhälle är Jerevan, 7,6 kilometer söder om K'anak'erravan. 
Runt K'anak'erravan är det i huvudsak tätbebyggt.